# Височная доля
Височная доля (лат. Lobus temporalis) — образование коры больших полушарий, отделенное латеральной бороздой головного мозга от теменной и лобной долей и расположенное перед затылочной долей. Кора височной доли в содействии с гиппокампом участвует в образовании долговременной памяти, также обрабатывает визуальную и слуховую информацию, способствует пониманию языка.

## Анатомия
В строении височной доли выделяют две борозды и четыре извилины. Верхняя и нижняя височные борозды разделяют долю на верхнюю, среднюю и нижнюю височные извилины. В глубине латеральной борозды верхняя височная извилина

## Функции

### Визуальная память
Височная доля, наряду с гиппокампом играют ключевую роль в формировании долговременной памяти. Долговременная память регулируется миндалевидным телом. 

### Обработка сенсорной информации

#### Акустическое восприятие
Смежные части передней, задней и боковой частей височной доли участвуют в восприятии звука. Первичная слуховая кора, которая находится в височной доле, получает информацию от слуховых органов, затем вторичная слуховая кора обрабатывают полученную информацию, разбивая звуки на обладающие значением единицы. Например, на слова в случае распознавания речи.

#### Визуальное восприятие
Области височной доли, связанные со зрением, задействуются при интерпретации различных визуальных стимулов. Они отвечают за распознавание предметов.